# Pensacola International Airport

i7
i11
i13
Der Pensacola International Airport (IATA-Code: PNS, ICAO-Code: KPNS) ist der Verkehrsflughafen der amerikanischen Kleinstadt Pensacola im US-Bundesstaat Florida.

## Lage und Verkehrsanbindung
Der Pensacola International Airport befindet sich acht Kilometer südwestlich des Stadtzentrums von Pensacola. Die Florida State Road 750 verbindet den Flughafen mit der Interstate 110 und der Florida State Road 8A, welche rund drei Kilometer westlich des Flughafens auf einer gemeinsamen Trasse verlaufen. Weitere Straßen in dem Gebiet sind die Florida State Roads 289, 291 und 296. Außerdem verläuft der U.S. Highway 90 zwischen einem und zwei Kilometern östlich des Flughafens.
Der Pensacola International Airport ist nicht in den Öffentlichen Personennahverkehr eingebunden, Fluggäste müssen auf Mietwagen, Taxis und ähnliche Angebote zurückgreifen.

## Geschichte
Am 7. April 1934 landete mit einer Stinson der Atlantic and Gulf Coast Airlines der erste kommerzielle Flug in Pensacola. Zu dieser Zeit bestand der Flughafen lediglich aus zwei Graslandebahnen und einem Hangar. 1935 finanzierte die Stadt Pensacola ein Projekt zur Errichtung eines permanenten städtischen Flughafens. Ab November 1938 führte National Airlines Linienflüge nach Pensacola durch. Von 1942 bis 1945 stand der Flughafen unter Kontrolle der United States Navy, allerdings wurden auch weiterhin zivile Flüge durchgeführt. Die Navy erweiterte das Flughafengelände und die vorhandenen Start- und Landebahnen, zusätzlich errichtete sie zwei weitere Start- und Landebahnen.
In den 1950er Jahren wurden ein neues Passagierterminal und ein neuer Kontrollturm errichtet. 1957 wurden eine Befeuerung und ein Instrumentenlandesystem installiert. 1964 wurde das Passagierterminal renoviert. Am 25. August 1965 landete mit einer Boeing 727 der Eastern Air Lines der erste kommerzielle Jet. Allerdings führte erst National Airlines ab dem 27. Februar 1968 Linienflüge mit einem Jet durch. 1990 wurde ein Umbau des Passagierterminals abgeschlossen. 1995 wurde ein neuer Kontrollturm eingeweiht.

## Flughafenanlagen

### Start- und Landebahnen
Der Pensacola International Airport verfügt über zwei Start- und Landebahnen. Die Start- und Landebahn 17/35 ist 2135 Meter lang und 46 Meter breit, der Belag besteht aus Beton. Die Start- und Landebahn 08/26 ist 2134 Meter lang und 46 Meter breit, der Belag besteht aus Asphalt.

### Terminals
Der Pensacola International Airport verfügt über ein Passagierterminal. In diesem befinden sich zwölf Flugsteige. Die Flugsteige 1 bis 10 sind  mit Fluggastbrücken ausgestattet.

## Fluggesellschaften und Ziele
Der Pensacola International Airport wird von den Fluggesellschaften American Airlines/American Eagle, Delta Air Lines, Frontier Airlines, Silver Airways, Southwest Airlines und United Express genutzt. Die Flüge von American Eagle werden von Envoy Air, PSA Airlines, Republic Airline und Mesa Airlines durchgeführt. Die United Express-Flüge werden von ExpressJet Airlines, GoJet Airlines, Mesa Airlines und SkyWest Airlines durchgeführt. Den größten Marktanteil hat Delta Air Lines, gefolgt von American Airlines einschließlich American Eagle, Southwest Airlines, United Express und Silver Airways.
Es werden ausschließlich Ziele in den Vereinigten Staaten angeflogen, darunter vor allem die Drehkreuze der einzelnen Fluggesellschaften.

## Verkehrszahlen
| Jahr | Fluggastaufkommen | Luftfracht (Tonnen) (mit Luftpost) | Flugbewegungen |
| ---- | ----------------- | ---------------------------------- | -------------- |
| 2018 | 1.974.338         | 7.740                              | 116.723        |
| 2017 | 1.704.132         | 7.801                              | 114.260        |
| 2016 | 1.609.063         | 6.112                              | 111.443        |
| 2015 | 1.613.310         | 5.806                              | 100.245        |
| 2014 | 1.550.996         | 6.049                              | 107.472        |
| 2013 | 1.514.856         | 5.903                              | 101.498        |
| 2012 | 1.520.140         | 5.874                              | 104.253        |
| 2011 | 1.544.542         | 1.321                              | 114.185        |
| 2010 | 1.486.587         | 277                                | 124.237        |
| 2009 | 1.389.410         | 288                                | 105.650        |
| 2008 | 1.552.457         | 2.636                              | 101.498        |
| 2007 | 1.669.950         | 3.311                              | 110.653        |
| 2006 | 1.620.198         | 2.936                              | 111.949        |
| 2005 | 1.638.605         | 3.156                              | 128.896        |
| 2004 | 1.479.668         | 4.142                              | 127.493        |
| 2003 | 1.361.758         | 4.569                              | 127.197        |
| 2002 | 1.345.970         | 4.518                              | 130.826        |
| 2001 | 1.057.150         | 4.976                              | 116.501        |
| 2000 | 1.063.690         | 5.759                              | 117.791        |
| 1999 | 1.108.338         | 5.360                              | 122.825        |
| 1998 | 1.145.495         | 5.871                              | 125.532        |

1. ↑  Bis 2006
2. ↑  Fluggäste bis 2006, Fracht und Flugbewegungen bis 2011

### Verkehrsreichste Strecken
| Rang | Stadt                                 | Passagiere | Fluggesellschaft         |
| ---- | ------------------------------------- | ---------- | ------------------------ |
| 01   | Atlanta, Georgia                      | 351.420    | Delta                    |
| 02   | Dallas/Fort Worth, Texas              | 131.640    | American/American Eagle  |
| 03   | Charlotte, North Carolina             | 095.860    | American Eagle           |
| 04   | Houston–Intercontinental, Texas       | 084.910    | United Express           |
| 05   | Nashville, Tennessee                  | 073.790    | Southwest                |
| 06   | Houston–Hobby, Texas                  | 039.100    | Southwest                |
| 07   | Miami, Florida                        | 037.740    | American Eagle           |
| 08   | Washington–National, Washington, D.C. | 033.020    | American Eagle           |
| 09   | Chicago–O’Hare, Illinois              | 032.200    | Frontier, United Express |
| 10   | Denver, Colorado                      | 021.700    | Frontier                 |

## Zwischenfälle

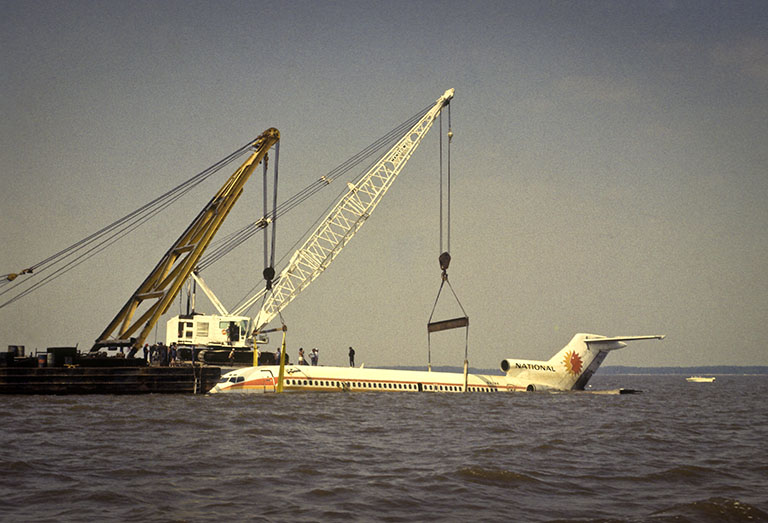
Bergung der am 8. Mai 1978 verunfallten Boeing 727

- Am 8. Mai 1978 unterschritt die Besatzung einer Boeing 727-235 (Luftfahrzeugkennzeichen N4744) der National Airlines auf dem Flug 193 während des Landeanflugs auf Landebahn 25 (heute 26) die Mindestsinkflughöhe und setzte den Sinkflug nach dem ersten Ertönen des Ground Proximity Warning Systems noch weitere 18 Sekunden lang fort. Die Maschine schlug im flachen Wasser der Escambia Bay auf. Drei Passagiere kamen ums Leben (siehe auch National-Airlines-Flug 193).[9][10]

- Am 27. Dezember 1987 brach der Rumpf einer McDonnell Douglas DC-9-31 (N8948E) der Eastern Air Lines auf dem Flug 573 aufgrund einer harten Landung auf Landebahn 16 (heute 17) hinter den Flügeln, infolgedessen schleifte das Heck über die Landebahn. Keine der 107 Insassen wurde verletzt, allerdings musste das Flugzeug abgeschrieben werden.[11][12][13]

- Am 6. Juli 1996 kam es beim Start einer McDonnell Douglas MD-88 (N927DA) der Delta Air Lines zu einem Triebwerksschaden. Dabei wurden zwei der 142 Insassen durch umherfliegende Trümmerteile getötet (siehe auch Delta-Air-Lines-Flug 1288).[14]